# Ferrocarril de Sóller

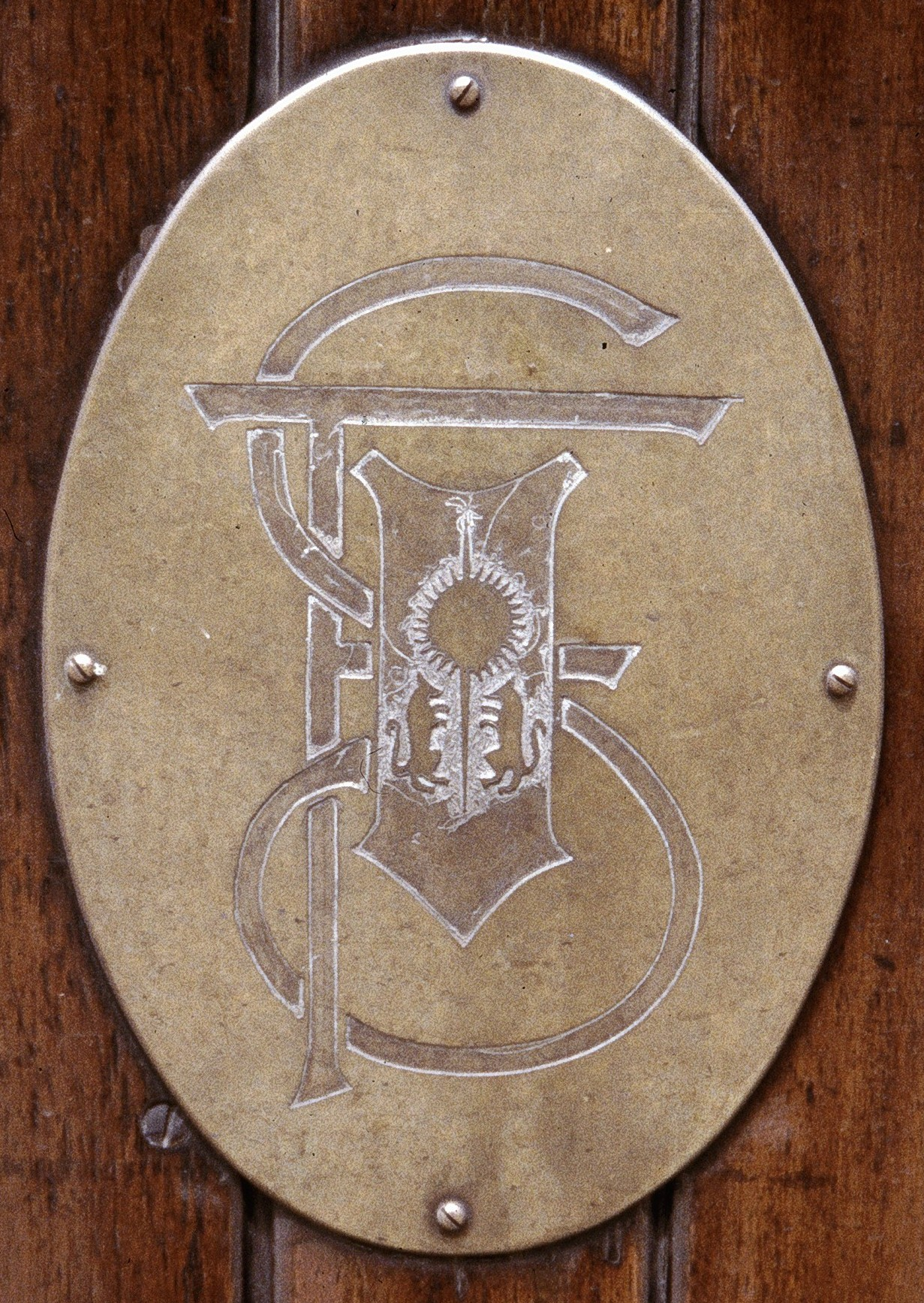
Logo de la société Ferrocarril de Sóller (FS)

Le Ferrocarril de Sóller (voie ferrée de Sóller) est une voie de chemin de fer de l'île de Majorque, longue de 27 km qui relie la ville de Palma à la petite ville de Sóller depuis 1912. Il s'agit d'une ligne à voie étroite à écartement de 914 mm et électrifiée par caténaire. Ce train est le seul de ce type à être encore en service aujourd'hui.[réf. nécessaire]

## Histoire
L'homme-clef dans la création du chemin de fer de Sóller est Jeroni Estades i Llabrés, cofondateur de la Compañía de Navegación Sollerense (Compagnie de navigation de Sóller), parlementaire et homme d'affaires avisé.
Sa vision du futur lui a fait parier, au début du XXe siècle, sur le chemin de fer comme moyen de transport entre Sóller et Palma, trajet qui jusqu'alors était seulement possible par mer, et par l'électricité comme source d'énergie du nouveau train.
Luis Bobio a été chargé de construire la ligne de ce chemin de fer particulier. Les travaux ont débuté en 1907, de manière simultanée depuis les deux extrémités de la ligne.
L'équipe de travail de Palma a pu disposer d'une petite locomotive appelée María Luisa. Par contre, celle de Sóller a dû ouvrir un passage à travers la sierra de Alfabía à dos de mulets.
Les deux équipes se sont retrouvées à leur point de jonction en 1911, à l'étonnement des habitants qui ne croyaient pas possible que les deux groupes puissent se joindre sans difficulté à la suite de déviations dans leurs trajets.
Le 16 avril 1912 a été inaugurée la ligne ferroviaire qui unit Sóller avec la capitale.
Une autre date clef du chemin de fer de Sóller est le 14 juillet 1929, date de l'inauguration de l'électrification de la ligne. En 1930, on voit l'apparition des premiers voyages touristiques qui combinent train et taxi.

## Description de la ligne
En partant de Palma, la ligne traverse la plaine plantée d'amandiers. Elle passe ensuite à travers treize tunnels pour traverser la serra de Tramuntana avant d'arriver à Sóller.
À Sóller, la ligne est en correspondance avec une ligne de tramway d'environ 4,9 km qui relie la gare terminus avec le port de Sóller. Elle est également à l'écartement de 914 mm, et a été inaugurée le 4 octobre 1913.

## Photographies

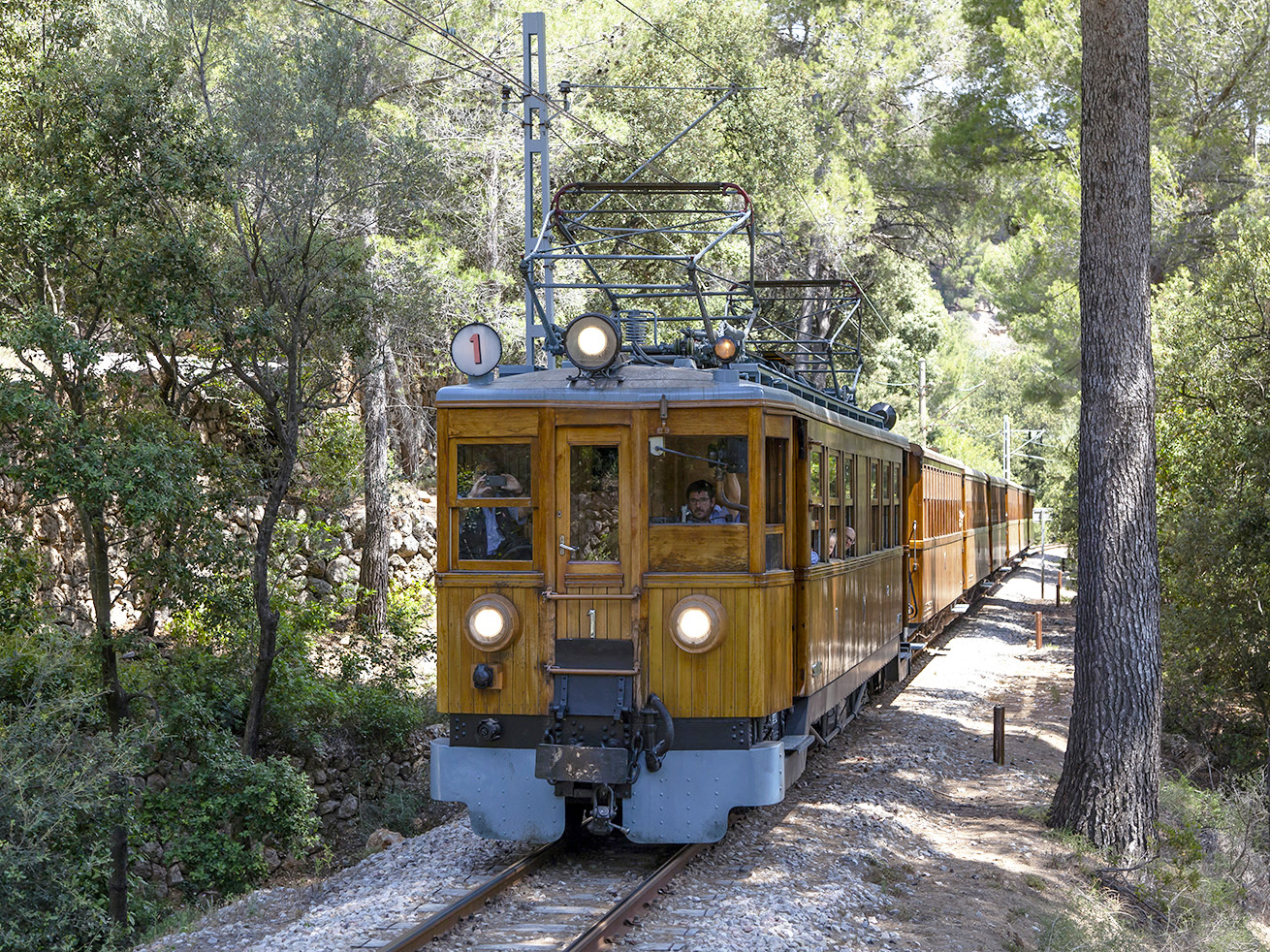
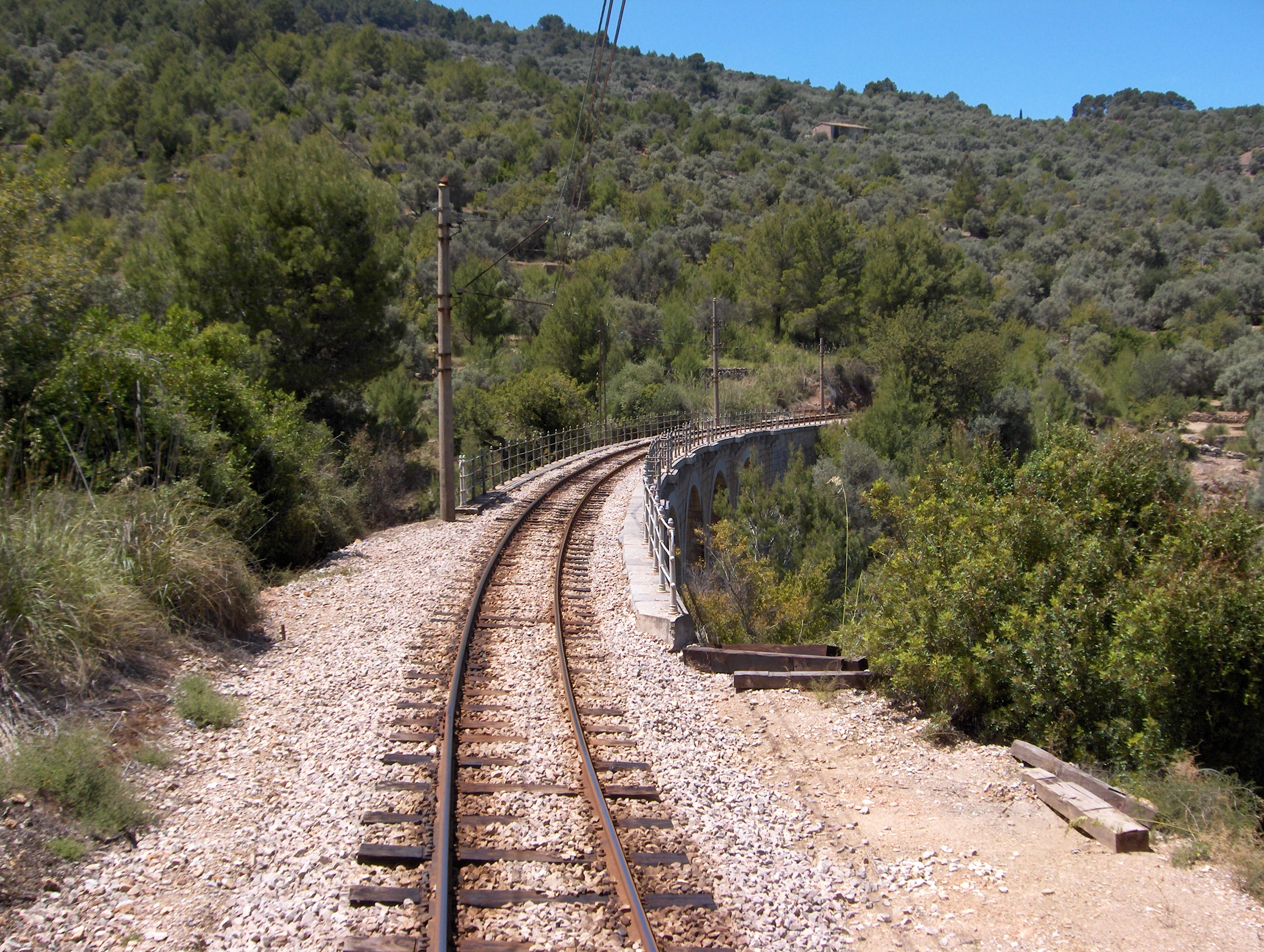
Viaduc de la ligne
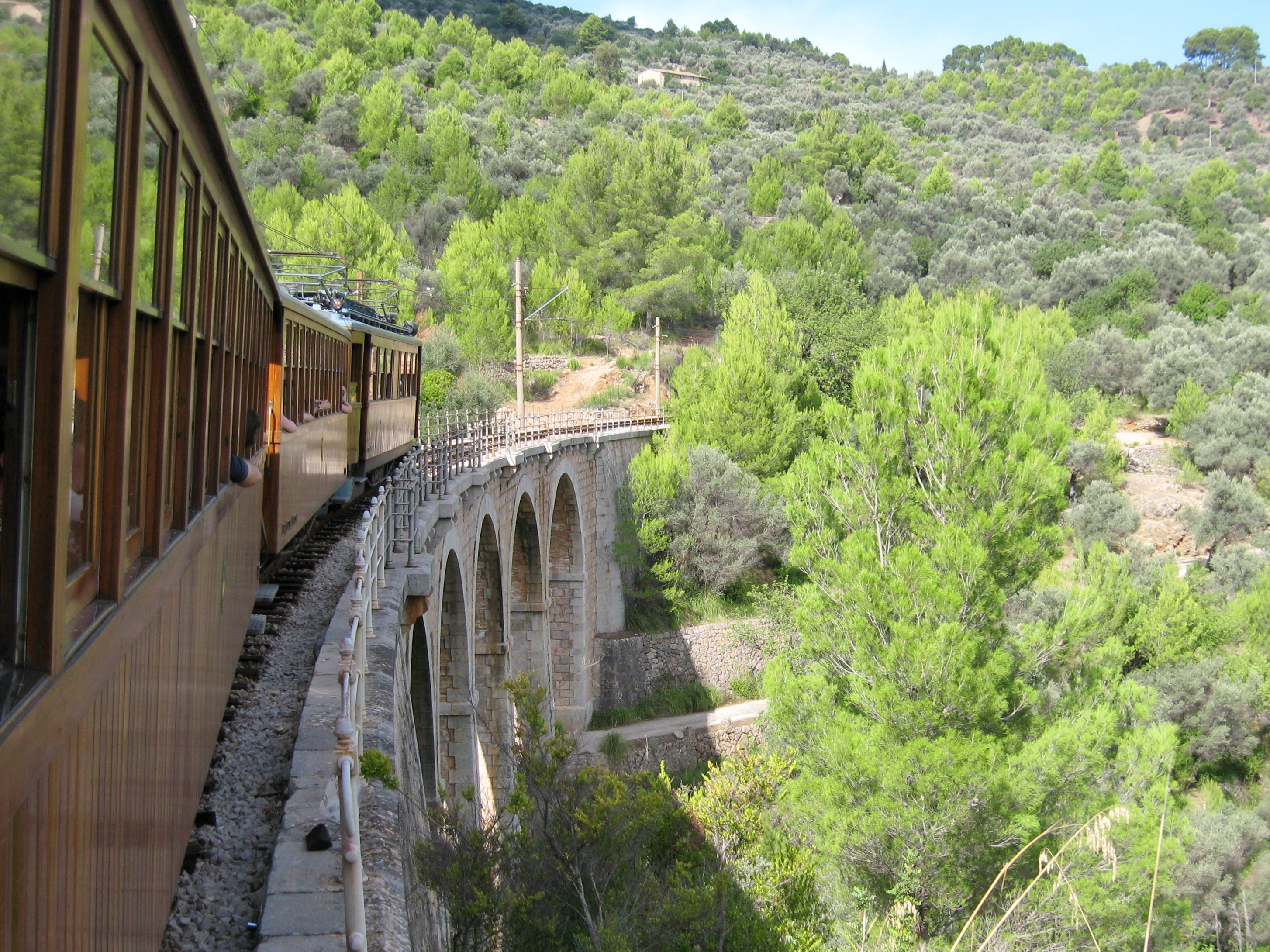
Viaduc  Cinc Ponts
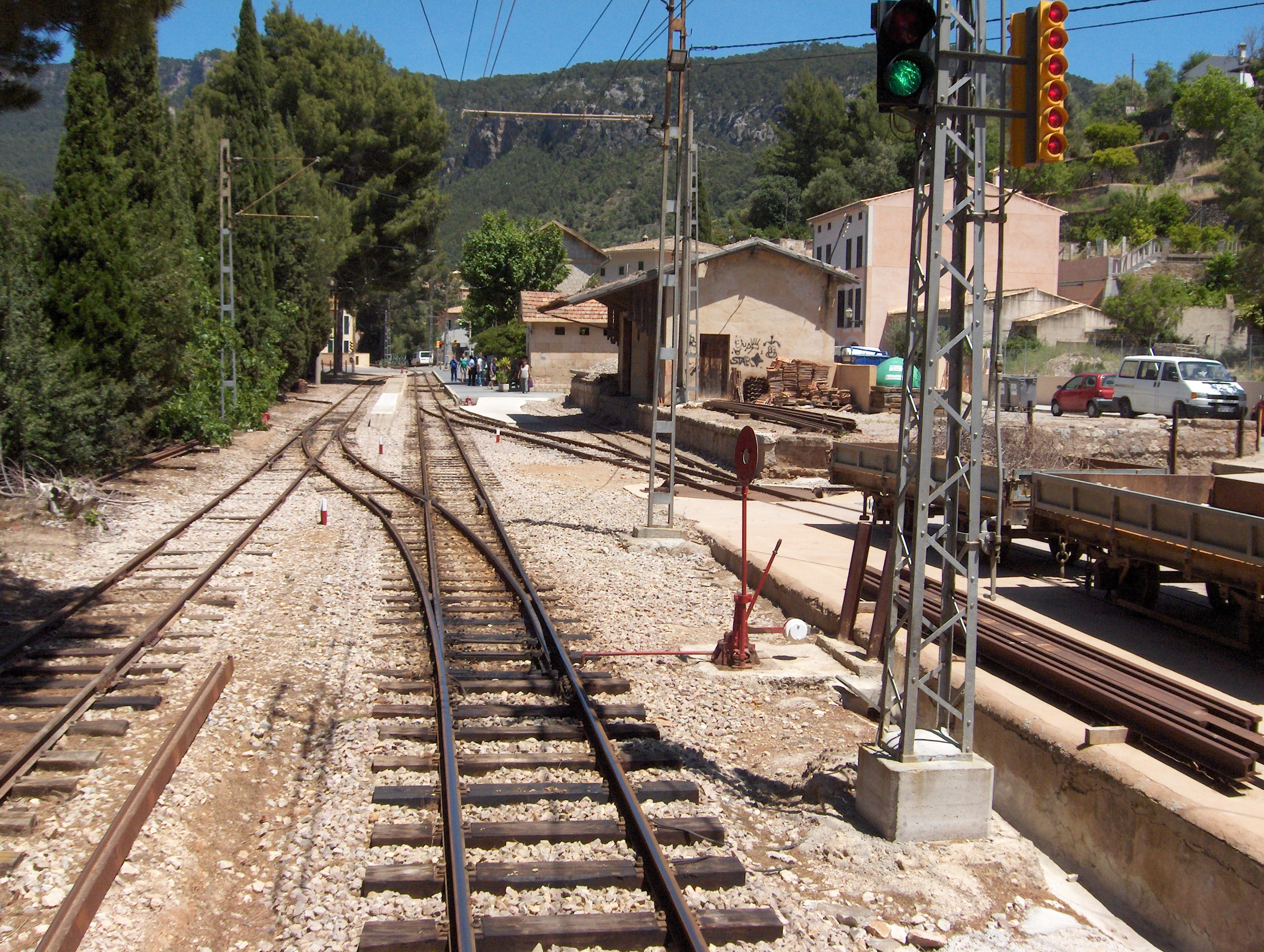
Gare de Bunyola
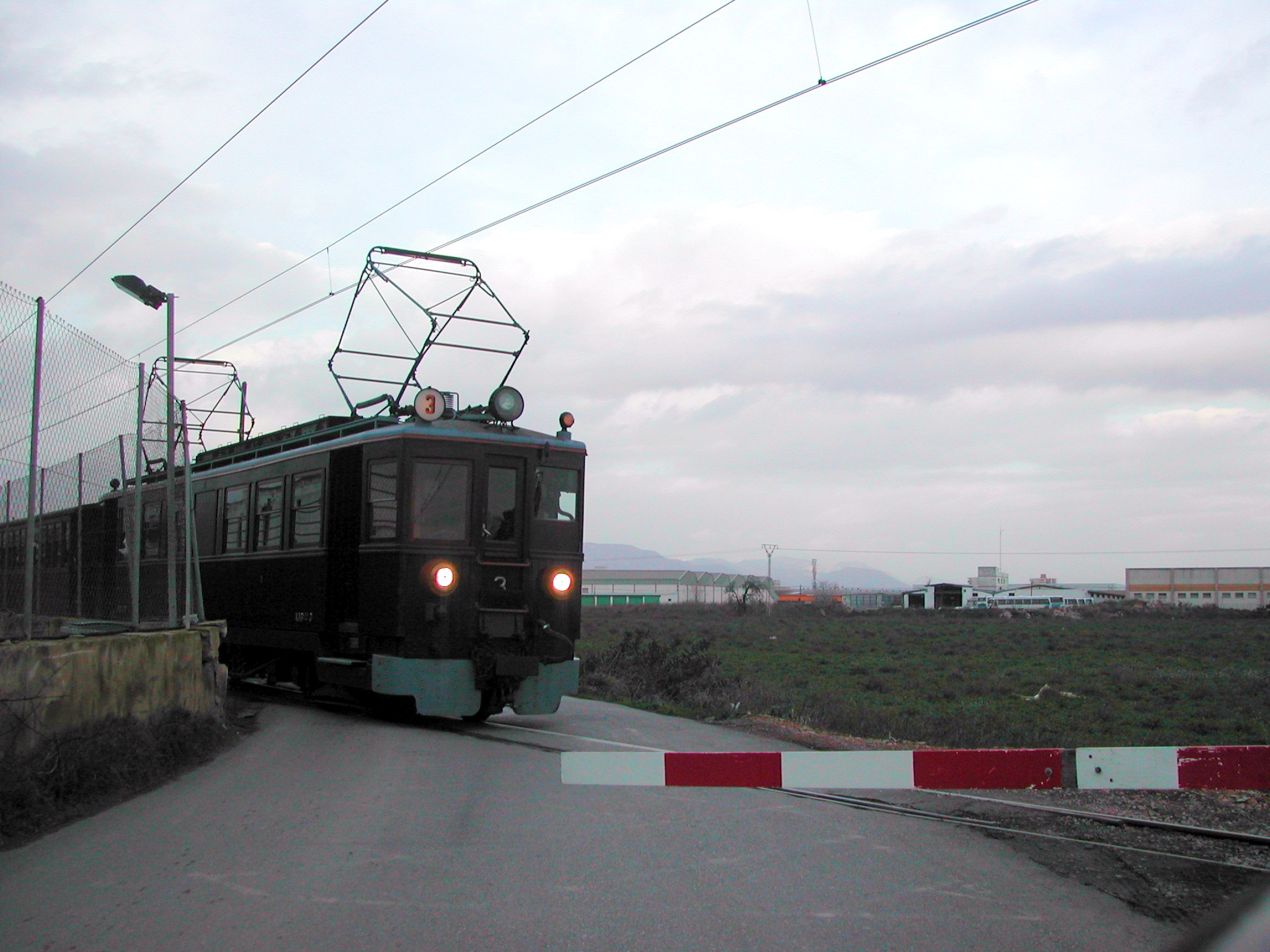
Train de Sóller au passage à niveau de Son Bardo